# 利亞哈維奇
利亞哈維奇（羅馬化：Liachavičy，發音：[ˈlʲaxavʲitʂɨ]），又按俄语名译为利亞霍維奇（羅馬化：Lyakhovichi），是白俄羅斯布列斯特州利亞哈維奇區内的城市及该区的行政中心。該市位於首都明斯克東南129公里，距離州府布列斯特203公里，由負責管轄，2011年人口10,889。第二次世界大戰期間，納粹德國在1941年6月24日至1944年7月6日佔領該鎮。